# Первомайский (Зареченский территориальный округ)
Первомайский — поселок, входящий в городской округ город Тула Тульской области в составе Зареченского территориального округа.

## География
Находится в центральной части Тульской области на расстоянии приблизительно 14 км на север по прямой от Московского вокзала города Тула у трассы М-2.

## История
Поселок был отмечен еще на карте конца 1930-х годов. До 2014 года входил в состав Рождественского сельского поселения Ленинского района до их упразднения.

## Население
Постоянное население составляло 25 человек (русские 92 %) в 2002 году, 21 в 2010.